# To Your Eternity
To Your Eternity (яп. 不滅のあなたへ, Фумецу но Аната е, букв. «Для тебе, Безсмертний») — японська манґа, написана та проілюстрована Оймою Йосітокі. Видається в журналі Weekly Shonen Magazine видавництва Kodansha з листопада 2016 року. Станом на січень 2024 року окремі розділи зібрані у двадцять один том формату танкобон. Історія розповідає про безсмертну істоту на ім'я Фусі, яка набуває форм різноманітних предметів і живих істот та використовує їхні природні здібності. З часом Фусі розвивається та протягом десятиліть і століть дізнається, що таке бути справжньою людиною.
Ойма під впливом переживань від смерті власної бабусі мала на меті написати про життя та виживання персонажа Фусі, який спочатку був беземоційним каменем, але поступово розвивав себе, свою особистість та людяність у результаті взаємодії з людьми. На відміну від минулої роботи авторки, «Форма голосу», To Your Eternity приділяє велику увагу не минулому персонажів, а їхньому майбутньому. У Північній Америці манґу ліцензувала компанія Kodansha USA для цифрового та друкованого випуску англійською мовою. Аніме-адаптація, створена студією Brain's Base, транслювалася з квітня до серпня 2021 року на японському каналі NHK Educational TV. Другий сезон, знятий студією Drive, транслювався з жовтня 2022 року до березня 2023 року. Було анонсовано третій сезон.
To Your Eternity була добре сприйнята в Японії, отримала багато нагород та добре продавалася. Реакція критиків на манґу була позитивною, відмічалися емоційна зосередженість на селянах та головному герої. Арка персонажа Фусі отримала схвальні відгуки, акцентувалася увага на майстерності Ойми через детальну промальовку міміки героїв та оточення.

## Сюжет
Потойбічна істота на ім'я «Спостерігач» кидає на Землю сферу, яка має власну сутність. Сфера здатна перетворюватися на оточуючи предмети: спочатку вона стає каменем, потім мохом, а згодом перетворюється на вмираючого вовка. Ця істота («воно») блукає, доки не зустрічає хлопчика-підлітка, який живе в засніженій тундрі. Хлопець впізнає у вовку свого улюбленця Джоана, і розповідає йому, що інші люди поїхали п’ять років тому, щоб знайти «райську» землю, а потім повернутися за ним. Хлопець мав піклуватися про людей похилого віку, але ті вже померли, а мандрівники досі не повернулися. Хлопчик і вовк вирушають через засніжену пустелю у пошуках кращого життя, проте нічого не знаходять і повертаються. Підліток одразу помирає, а «воно» набуває вигляду хлопчика та починає мандрувати світом, зустрічаючи нових і нових людей.

## Персонажі
Фусі (яп. フシ)
Сейю: Кавасіма Рейдзі
Головний герой, божественна істота, яка здатна приймати форму оточуючих неживих предметів, а також рослин, тварин і людей, які померли і з якими фізично контактувала, та створювати предмети зі свого тіла. Має здатність регенерації. Відправлений на Землю Спостерігачем, щоб зберігати інформацію та досвід. Під час своїх мандрів Фусі вчиться спілкуватися з людьми.
Спостерігач (яп. 観察者, кансацу-ся)
Сейю: Цуда Кендзіро
Оповідач і творець Фусі, який на початку манґи кинув Безсмертного у вигляді сфери на Землю, щоб спостерігати за тим, як він далі змінює форму та розвивається. Безпристрасно описує його пригоди, втручається лише щоб попередити про небезпеку, іноді відповідає на питання «сина». Окрім Фусі його ніхто не бачить. Зрештою Спостерігач вирішує залишити своє творіння та відродити власну духовну сутність у вигляді людського хлопця-підлітка на ім'я Сатору.
Ноккери (яп. ノッカー)
Сутності, здатні змінювати форму, та паразити, які намагаються перешкодити меті Спостерігача та Безсмертного зберегти все, що існує. Вони є постійними антагоністами протягом усієї серії. Один із них зливається з людиною Хаясе та має владу над її численними реінкарнаціями або нащадками протягом століть.
Біловолосий хлопець
Сейю: Кавасіма Рейдзі
Молодий самотній і безіменний хлопець та перша людина, яку зустрів Фусі. Жив у покинутому селищі біля полярного кола. Мріяв потрапити на південь та поїсти фруктів. Після смерті хлопця Фусі приймає його зовнішність та використовує її за замовчуванням.
Джоан (яп. ジョアン, Дзьоан)
Полярний вовк хлопчика. Прийшов пораненим до місця, де знаходився Фусі у вигляді моху, та помер. Безсмертний приймає та використовує його зовнішність, зазвичай, під час битв.
Марч (яп. マーチ, Маті)
Сейю: Хікісака Ріе
Дівчинка із села в Нінанні, яка «усиновила» Фусі після втечі з ритуалу жертвопринесення. Вважає Парону своєю старшою сестрою. Мріє вирости. Після її смерті Фусі приймає та використовує її зовнішність.
Парона (яп. パロナ)
Сейю: Утіда Ая
Молода дівчина з села в Нінанні, грала з Марч, яка не мала молодших братів і сестер. Намагалася врятувати її від яномейців, які прийшли забрати незайману жінку для жертви Оніґумі. Після її смерті Фусі приймає та використовує її зовнішність.
Піоран (яп. ピオラン)
Сейю: Айкава Рікако
Літня жінка з Такунахи. Знаходиться в ув'язненні у яномейців (у минулому отруїла десятьох з них), які використовують її як «медіум» для вибору жертв Оніґумі. Навчила Фусі грамоті та мові. Зрештою вона помирає від старості, а Спостерігач, відповідно до її передсмертного прохання, відроджує Піоран у вигляді коня, який десятиліттями допомагає Фусі.
Хаясе (яп. ハヤセ)
Сейю: Сайґа Міцукі
Чиновниця та воїн з держави Яноме. Спокійно вбиває людей, поєднуючи ввічливість та жорстокість. Намагалася принести в жертву молоду Марч, а потім убила її. Вона відчуває нав'язливу закоханість у Фусі та його потойбічні здібності, які постійно розвиваються. Хаясе є головним антагоністом у перших кількох арках манґи та першому сезоні аніме. Її нащадки та реінкарнації повністю присвячують себе захисту Фусі та роблять її спотворений родовід невіддільною частиною культової організації під назвою «Сила Вартових» (або «Вартові»).
Оніґума (яп. オニグマ)
Гігантський білий ведмідь, культ якого підтримують яномейці, щоб в обмін на жертви дарувати жителям Нінанни їжу і товари та тримати в підпорядкуванні. Після його смерті Фусі приймає та використовує його зовнішність, зазвичай, під час битв.
Ґуґу (яп. グーグー)
Сейю: Сіраїсі Роько (дитина), Ясіро Таку (підліток)
Хлопчик, який став Фусі прийомним братом. Після того, як на його голову впала колода, носить маску, що приховує понівечене обличчя. Живе та працює в Алкодіда, який і вилікував його. Закоханий у Рін. Після його смерті Фусі приймає та використовує його зовнішність.
Сін (яп. シン)
Сейю: Абе Ацусі
Старший брат Ґуґу. Будучи підлітком, витрачав усі гроші на алкоголь та азартні ігри, пізніше кинув брата. Подорослішавши, відкрив своє діло. Після його смерті Фусі приймає та використовує його зовнішність.
Рін (яп. リーン, Рі:н)
Сейю: Івамі Манака
Донька аристократів, яку Ґуґу врятував від смерті. Якось прийшла до Алкодіда за ліками, в результаті потоваришувавши з ним, Ґуґу та Фусі. Після її смерті Фусі приймає та використовує її зовнішність.
Алкодід (яп. 酒爺, Сакедзі:)
Сейю: Тоне Кентаро
Літній бровар. Підібрав та вилікував понівеченого Ґуґу, потім притулив його і Безсмертного. У молодості був улюбленим Піоран. Після його смерті Фусі приймає та використовує його зовнішність.
Тонарі (яп. トナリ)
Сейю: Інаґава Ері
Дівчина-підліток, донька людини, звинуваченої у вбивстві дружини й засланого на острів-в'язницю Джананда. Хоче стати письменницею. Тримає при собі трипалого пугача Ріґада. Після її смерті Фусі приймає та використовує її зовнішність.
Хісаме (яп. ヒサメ)
Сейю: Кусунокі Томорі
9-річна онука Хаясе, перша спадкоємиця її волі. За повір'ями яномейців, душа людини може реінкарнувати, та вважається, що душа Хаясе перероджується в тілах її нащадків, а кожному новому спадкоємцю в ліву руку вживлюється Ноккер, що напав на Хаясе в море після її відбуття з Джананди. Вихована з твердим переконанням, що Фусі належить Ордену «Сила Вартових», заснованому Хаясе ще на тюремному острові.
Кахаку (яп. カハク)
Сейю: Сайґа Міцукі
Шостий спадкоємець волі Хаясе. Може користуватися Ноккером, який сидить у його лівій руці та є частиною тіла, що посилює цю руку. Закохується в Парону, коли Фусі перетворюється в неї.
Боншьєн Ніколь ля Тейсті Піч Ураліс (яп. ボンシェン・ニコリ・ラ・テイスティピーチ=ウラリス, Бонсен Нікорі ра Тейсуті Пі: ті Урарісу) / принц Бон (яп. ボン王子, Бон о:дзі)
Сейю: Коясу Такехіто
Перший принц королівства Ураліс. Дізнавшись, що його батько збирається передати престол його молодшому брату Тортуа, клянеться спіймати Фусі, аби король побачив його потенціал та передумав. Згодом стає союзником Фусі та спільно з Кахаку та «Вартовими» об'їжджає села з місіонерською діяльністю, залишаючи в них членів організації та зброю для захисту від Ноккерів. Дуже ексцентрична людина, гуманіст. Після його смерті Фусі приймає та використовує його зовнішність.
Покуа (яп. ポコア)
Сейю: Коґа Аой
Молодша сестра Бона, принцеса Ураліса. Шепелявить. Під час місіонерської експедиції Бона пробирається до табору і ховається від нього в бочці.
Тортуа (яп. トルタ, Торутуа)
Сейю: Хан Меґумі
Молодший брат Бона, принц-спадкоємець Ураліса, обраний батьком за допомогу простолюдинам. Сопливить.
Айріс (яп. アイリス, Айрісу) / Тодо (яп. トド)
Сейю: Ватанабе Акено
Дівчинка-швачка, яка сподобалася Бону в дитинстві, за що була вигнана із замку. Потовстішавши, у дорослому віці вирішила ще раз влаштуватися в палац швачкою королеви, але Бон помітив її раніше та, не впізнавши й прийнявши її за чоловіка, призначив її на посаду свого «стула». Після полону церквою Бенетт Айріс худне, а Бон її впізнає, пропонуючи залишитися з ним.
Сайліра (яп. サイリーラ, Сайріра)
Сейю: Міямото Міцуру
Архіпастир церкви Бенетт, яка стала противником Фусі та Кахаку через те, що народ почав обожнювати першого з подачі другого. У місті Ентасі беруть у полон Фусі, Бона та Тодо.

## Виробництво
Манґака Ойма Йосітокі придумала назву «To Your Eternity» після того, як дізналася, що її хвора бабуся помре. На початку вона була впевнена лише в нюансах назви, але не могла ухвалити рішення. Завдяки підтримці колег вона зрештою обрала «To Your Eternity». Рішення надати манзі фентезійний сетинг було прийнято через свободу вигадування надприродних істот, які пропонували незвичайні можливості. Ойма, порівнюючи твір зі своїми минулими роботами, стверджує, що, у той час, як «Форма голосу» зосереджується на героях сьогодення, які стикаються зі своїм минулим, To Your Eternity зосереджується на майбутньому. Вона також згадує про дослідження теми смерті в Mardock Scramble, «Формі голосу» та To Your Eternity. Персонаж Фусі походить з роботи Ойми в початковій школі, однак місце дії змінилося до початку виходу серії. Спочатку Фусі мав бути жінкою, але колега запропонував зробити головного героя чоловіком для більшої привабливості. Ойма хотіла зробити головного героя андрогінним та додала, що надає перевагу андрогінним жіночим персонажам. Обкладинка кожного тому представляє мрію персонажа: наприклад, перша зображує неназваного юнака, який набуває свободи. За словами Ойми, Фусі не хоче забувати людей, яких він зустрічає під час своїх подорожей.
Персонажі манґи засновані на реальних особистостях. Наприклад, Піоран нагадала Оймі її померлу бабусю. Крім того, авторка висловлює певну провину за смерть персонажів. Є приблизно 13 героїв, на яких Фусі значно вплинув та які до початку написання спонукали Ойму назвати манґу «Ash Swords of 13 People» (яп. 『13人の灰剣』, Попелясті мечі 13 осіб), але потім вибір пав на «To Your Eternity». Коли справа дійшла до малювання, Марч була улюбленим персонажем Ойми через її низький зріст. Крім того, авторка каже, що їй подобається малювати дітей у замкнутих просторах.
Загальний антураж такий, що головний герой — «хлопчик, який нічого не знає». Ойма хотіла, щоб читач, як і Фусі, опинився у ситуації, коли він нічого не знає. Саме з цієї причини вона не приділяла уваги жодному персонажу, окрім героя. Загальною темою манги є смерть та безсмертя. Щоб підкріпити тему життя з чистого аркуша, авторка вирішила створити білий всесвіт, таким чином у неї вийшов засніжений пейзаж. Оскільки персонажі, які живуть у цьому полярному регіоні, не належать до корінного населення, вона вирішила не зображувати їх у вигляді, наприклад, інуїтів. Для дослідження Ойма переглянула кілька документальних фільмів, щоб дізнатися, як намалювати «світ виживання», в якому живе хлопчик, з обмеженими ресурсами та навичками. Щоб досягти цього, їй довелося глибоко подумати про те, що було б практичним за таких складних обставин. Марч була створена балакучою, щоб врівноважити тихих персонажів. Манґа представляє клімат, хвороби та білого ведмедя як перешкоди людській волі. Ойма пояснює, що людям доводиться жити з цими викликами, тож вона включила їх у сюжет, щоб показати, як їх подолати.

### Аніме-адаптація
Режисер Мурата Масахіко здивувався, коли вперше прочитав манґу, вважаючи, що головним героєм буде юний селянин, а не Фусі. Він відчув, що теми, до яких зверталася Ойма, спонукали замислитися, і це стало для нього справжнім викликом. Мурата заявив, що хоча незначні частини манґи були змінені, аніме залишається вірним оригінальній друкованій версії. В офіційному обліковому записі аніме-серіалу в Твіттері стверджувалося, що головною темою, представленою через Марч (а пізніше через Фусі), була ідея дорослішання.
З погляду режисера, голос актора озвучення (сейю) Кавасіми Рейдзі відповідав персонажу Фусі. «Спостерігач», якого зіграв Цуда Кендзіро, — це розповідна роль, яка майже не задіяна в історії; режисер Мурата вважав голос Цуди «крутим». Першу серію озвучували лише два сейю: Кавасіма та Цуда. Перший висловив полегшення під час роботи, оскільки відчував, що Цуда був доброзичливою людиною. Цуда відчував, що Кавасіма був пристрасним актором, про що свідчить його раннє прибуття на запис кожної серії. Кавасіма вважав свого персонажа виснажливим через його різноманітний досвід, тоді як Цуда вважав Фусі надто загадковим. Хікісака Ріе, яка озвучує Марч, насолоджувалася роботою Кавасіми та спілкуванням його персонажа з Піоран. У шостій серії Кавасіма висловив труднощі із вимовою реплік Фусі через те, що персонаж тільки вчився говорити. Сіраїсі Рьоко відмітила, що, хоча їй подобалося озвучувати Ґуґу, але мінлива особистість персонажа ускладнювала працю.

## Медіа

### Манґа
Манґа To Your Eternity авторки Ойми Йосітокі почала виходити в 50-му номері журналу Weekly Shonen Magazine видавництва Kodansha 9 листопада 2016 року. Це друга праця Ойми, яка видається в даному журналі; першою була схвалена критиками «Форма голосу». Перша арка (частина) манґи завершилася 4 грудня 2019 року, друга — 22 січня 2020 року. Kodansha зібрала розділи в окремі танкобони (томи). Перший том вийшов 17 січня 2017 року. Станом на листопад 2024 року вийшло 23 томи.
17 січня 2017 року видавнича компанія Kodansha USA оголосила, що опублікує в цифровому вигляді перші десять глав (розділів) серії англійською мовою на різних цифрових платформах. Англійські розділи манґи виходили одночасно з японськими. У Північній Америці перший друкований том вийшов 31 жовтня 2017 року. 26 липня 2022 року вийшов сімнадцятий том.

### Аніме

Логотип аніме To Your Eternity

8 січня 2020 року Kodansha оголосила про початок створення аніме-адаптації, яка мала транслюватися на каналі NHK Educational TV. Анімацією займалася студія Brain's Base, режисером виступив Мурата Масахіко, сценаристом — Фудзіта Сіндзо, композитором — Кавасакі Рьо, а дизайном персонажів займався Ябуно Кодзі. Прем'єра аніме була запланована на жовтень 2020 року, але через пандемію COVID-19 була відкладена до квітня 2021 року. Аніме транслювалося з 12 квітня до 30 серпня 2021 року та складалося з 20 серій. Другий сезон було анонсовано в останньому епізоді першого. Студія Drive замінила Brain's Base, а режисерка Саяма Кійоко замінила Мурату Масахіко. Решта команди виробництва залишилася з першого сезону. Другий сезон транслювався з 23 жовтня 2022 року до 12 березня 2023 року і також складався з 20 серій. Третій сезон було анонсовано в останньому епізоді другого. 
Сервіс потокового мультимедіа Crunchyroll отримав ліцензію на трансляцію аніме за межами Азії. Medialink також придбала ліцензію, щоб транслювати серію під брендом Ani-One. Початкову пісню аніме «Pink Blood» виконала співачка Утада Хікару, а завершальні теми першого та другого сезонів («Mediator» та «Roots») — Хамаузу Масасі.

## Критика

### Манґа
Перший зібраний том серії розійшовся тиражем 29 288 копій, посівши 17 місце в тижневому чарті манґи Oricon. Другий том посів 34 місце з 22 565 проданими копіями за перший тиждень, а третій — 41 місце з 20 445 проданими примірниками.
У 2018 році манґа була номінована на премію Манґа Тайсьо на 11-й щорічній церемонії вручення, і їй вдалося набрати 47 балів. У тому ж році Ойма Йосітокі виграла нагороду Daruma de la Meilleure Nouvelle Série на Japan Expo в Парижі, Франція за To Your Eternity. У травні 2019 року манґа виграла нагороду манґи Коданся на 43-й щорічній церемонії в категорії сьонен разом із «П'ять наречених-близнят». Як у 2018, так і у 2019 році Anime News Network визнала To Your Eternity однією із найкращих серій для молодих читачів. У 2019 році Американська бібліотечна асоціація внесла перші п'ять томів до списку найкращих серій манґи, написаних для молодіжної аудиторії.
Оповідь і місце дії манґи високо оцінив Шенон Ґарріті з Otaku USA, відзначивши численні елементи фентезі та драми; разом з тим рецензент відчув, що історія, представлена в першому томі, не має такого сильного емоційного впливу, як у попередній роботі манґаки «Форма голосу». Інший дописувач з Otaku USA, Даніка Девідсон, оглядаючи перший том, зазначила використання засобів, які створюють «містичну» та «міфічну» атмосферу, та похвалила майстерність Ойми за детальне опрацювання образів та візуалізацію пейзажу; в кінці огляду Девідсон назвала To Your Eternity «атмосферною, захопливою, загадковою, та одночасно простою і складною» манґою. Два рецензенти з Anime News Network (ANN) та один з UK Anime Network дали дуже схвальні рецензії на перший том: їх вразила глибина оповіді в розкритті безлічі персонажів, а також розповідь про самотнього юнака в перших главах, який зустрів Фусі в тундрі. Автори з ANN також поцікавилися, чи збережуть наступні розділи емоційний вплив першого. Anime UK News був вражений першим розділом манги, заснованим на характеристиці неназваного селянина, а не Безсмертного. Загалом, початок твору особливо хвалили за драматизм. У міру розвитку манги арка персонажа Фусі стала об'єктом похвали, оскільки його поведінка була ближча до людської, на відміну від майже беземоційної появи. У результаті рецензенти вважали, що тон манґи залишається трагічним через поводження з цим персонажем. Крім того, Manga News також сподобалися тайм-скіпи (перехід через значний проміжок часу в сюжеті) в серії, оскільки безсмертя Фусі дозволило йому адаптуватися до більш сучасних обставин.
Окремої похвали удостоїлася візуалізація. Anime UK News високо оцінив стиль малювання Ойми, відзначивши детальну промальовку персонажів та оточуючого світу. Письменниця Manga Mexico Таня Авіла також високо оцінила твір, особливо останні розділи першого тому. Fantasy Mundo зазначив, що деталізація персонажів підкреслила їхню емоційність. У Fandom Post назвали художнє оформлення «м'яким за текстурою з добре деталізованим фоном, коли місце дії переходить від снігової пустелі до лісу», але вважали дику природу дивно намальованою. UK Anime Network високо оцінила деталізацію фону та візуалізацію емоцій на обличчях персонажів.

### Аніме

#### Перший сезон
Аніме-екранізація також отримала позитивні відгуки. IGN включив її до списку найкращих аніме-серіалів весни 2021 року, вказуючи читачам на зображення різноманітних культур та аспектів життя на Землі, але утримався від подальшої розповіді, аби уникнути спойлерів. В опитуванні, проведеному Filmmarks, To Your Eternity посіло дев'яте місце у рейтингу «Найочікуваніші аніме весни 2021 року». На вебсайті Anime Trendz аніме часто називали одним з найпопулярніших у 2021 році. У 2022 році To Your Eternity отримало нагороду в категорії «Найкраща драма» на 6-й церемонії вручення премії Crunchyroll Anime Awards та було номіновано в категорії «Дитяча анімація» на 50-й міжнародній премії «Еммі».
Троє дописувачів ANN дали прем'єрі аніме найвищу оцінку, відзначаючи емоційність розповіді за участю Фусі та безіменного юнака, особливо коли останній, спочатку веселий і балакучий, швидко сповнюється відчаю, бо не може знайти інших людей у своєму регіоні. Кейт О'Ніл з The Fandom Post також поставила першій серії найвищу оцінку, попри те, що читала мангу багато років тому; у своєму огляді вона похвалила акторів озвучення та тематичну пісню Утади Хікару «Pink Blood», яка допомогла передати зворушливу історію. Джеймс Беккетт з ANN, продовжуючи насолоджуватися аніме, висловив занепокоєння, що воно може стати занадто мелодраматичним. Comic Book Resources вважає, що адаптація манґи виконана добре, а привабливий саундтрек тільки підкреслює емоційність багатьох сцен. Критики високо оцінили стосунки Фусі, Марч та Парони, відзначаючи їхню героїчність по відношенню один до одного, яка надає більше можливостей для цікавих сцен. Однак смерть Марч в п'ятій серії була названа жахливою та болісною. Похвалу отримав дедалі більший прояв людяності Фусі, а у шостій серії він отримав достатньо екранного часу, щоб стати єдиним повноцінним головним героєм. Бій Безсмертного з Оніґумою був визнаний Crunchyroll сьомим найкращим аніме-боєм 2021 року.
Sakuga Blog охарактеризував візуалізацію як «в найкращому випадку посередню», однак похвалив «точну» анімацію, особливо в другій половині аніме, та дизайнера персонажів Ябуно Кодзі, чиї професійні здатності рецензент назвав «близькими до рівня Ойми».
Разом з тим, оглядач з THEM Anime піддав критиці перший сезон аніме, поскаржившись, що другорядні персонажі створені здебільшого для того, щоб померти та «стати» формою головного героя. Рецензент розкритикував філософію Оповідача та пацифізм Фусі, а також назвав його здатність створювати великі об'єкти абсолютно з нічого такою, що протирічить законам фізики. Похваливши зовнішній вигляд головного героя та молодих персонажів, він вказав на занадто «стандартний» дизайн літніх персонажів. Арка «Острів Джананда» була розкритикована в Anime News Network за відсутність привабливості попередніх арок, повільніший темп та погану анімацію.

#### Другий сезон
Другий сезон був розкритикований за надто динамічний стиль оповідання та пригодницьку направленість, що значно контрастувала з першим сезоном, який має тихіший, повільніший темп та емоційність і сконцентрований на «внутрішньому житті» та розвитку персонажів, їхніх переживаннях та трагедіях. Нових персонажів рецензент Джонатон Грінолл назвав «мультяшними», особливо Боншьєна, якого охарактеризував як «ексцентричного до пародії» та такого, який «часто відчуває себе ніби привезеним із зовсім іншого шоу». При цьому він додав, що деякі елементи першого сезону збереглися, але це не пішло на користь другому. Грінолл завершив огляд, назвавши цей сезон «величезним розчаруванням», яке в усьому поступається першому, та схоже на «ще одне звичайне аніме». Джеймс Беккетт з ANN критикував сезон за те, що швидке та поспішне оповідання не дає перейнятися новими персонажами перед тим, як вони помруть. Інші скарги стосувалися слабкої анімації. 
Разом з тим, емоційний розвиток Фусі, особливо враховуючи збільшення його сили та здатність воскресати мертвих, а також розвиток відносин з іншими персонажами в плані почуттів, зазнали позитивних відгуків.